# Convolutidae
Convolutidae ist der Name einer Familie räuberischer mariner Acoela, die meist in Symbiose mit endosymbiontischen Mikroalgen (Grünalgen oder Dinoflagellaten) leben. Sie umfasst mehr als ein Drittel aller bekannten Acoela-Arten.

## Merkmale
Die Acoela der Familie Convolutidae haben eine bauchseitige Mundöffnung und zeichnen sich durch eine Hautmuskulatur aus, die sowohl rückenseitig als auch bauchseitig aus Ringmuskeln, Längsmuskeln und längs überkreuzenden Muskelfasern besteht. Ebenso gibt es bauchseitig in der Körperwand eine Gruppe U-förmiger Fasern. Die meisten Arten beherbergen endosymbiontische Algen, wobei es sich je nach Art um Grünalgen (Zoochlorellen beispielsweise in der Gattung Convolutriloba oder Tetraselmis convolutae bei Symsagittifera roscoffensis) oder auch um andere Algen wie Dinoflagellaten (Zooxanthellen beispielsweise bei Waminoa litus) handeln kann. Sie leben in der Regel sowohl von den Photosyntheseprodukten ihrer Endosymbionten, denen sie wiederum Stickstoff zur Verfügung stellen, als auch als Fleischfresser von erbeuteten Kleintieren.

## Gattungen

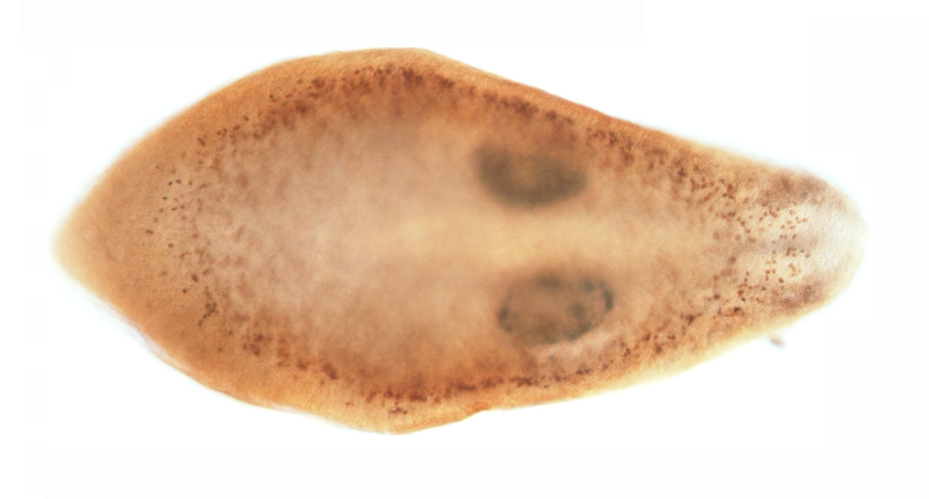
Neochildia fusca

Die Familie Convolutidae wird derzeit in 24 Gattungen unterteilt. Hierzu zählen auch die fünf Gattungen Antrosagittifera, Convolutriloba, Praesagittifera, Sagittifera und Symsagittifera, deren Arten in ihrer Haut Sagittocysten, etwa 18 bis 50 µm lange nadelförmige Strukturen zum Beutefang und zur Verteidigung besitzen und die vormals in der Familie Sagittiferidae zusammengefasst wurden:
- Achoerus Beklemischev, 1914
- Adenopea Antonius, 1968
- Amphiscolops Graff, 1904
- Anaperus Graff, 1911
- Antrosagittifera Hooge & Tyler, 2001
- Brachypea Antonius, 1968
- Conaperta Antonius, 1968
- Convoluta Ørsted, 1843
- Convolutriloba Hendelberg & Akesson, 1988
- Haplodiscus Weldon, 1888
- Heterochaerus Haswell, 1905
- Neochildia Bush, 1975
- Oligochoerus Beklemischev, 1963
- Oxyposthia Ivanov, 1952
- Philachoerus Dörjes, 1968
- Polychoerus Mark, 1892
- Praesagittifera Kostenko & Mamkaev, 1990
- Pseudanaperus Dörjes, 1968
- Pseudoconvoluta Beklemischev, 1929
- Sagittifera Kostenko & Mamkaev, 1990
- Stomatricha Hooge, 2003
- Symsagittifera Kostenko & Mamkaev, 1990
- Waminoa Winsor, 1990
- Wulguru Winsor, 1988